# Jewgienij Wajsbrot
Jewgienij Pawłowicz Wajsbrot (ros. Евгений Павлович Вайсброт; ur. 23 czerwca 1923, zm. 1 czerwca 2006 w Moskwie) – rosyjski (radziecki) tłumacz literatury polskiej, zwłaszcza z zakresu fantastyki i fantastyki naukowej. Tłumaczył na język rosyjski dzieła m.in. Stanisława Lema, Andrzeja Sapkowskiego, Krzysztofa Borunia, Janusza Zajdla, Stefana Weinfelda, Konrada Fiałkowskiego oraz innych autorów.
Brał udział w II wojnie światowej, w której został ranny; za udział w walkach otrzymał Medal „Za Odwagę”, Medal „Za zdobycie Królewca” oraz (w związku z trzydziestą piątą rocznicą zwycięstwa – w 1980 r.) Order Wojny Ojczyźnianej. Po wojnie ukończył studia, pracował w kopalni ołowiu oraz uczył w szkole, gdzie wykładał fizykę, astronomię oraz język niemiecki. Swój pierwszy przekład z polszczyzny – jedno z opowiadań Lema – opublikował w czasie pobytu w Obnińsku w czasopiśmie Smiena w 1959 r.